# Oberrennersdorfer Schloss

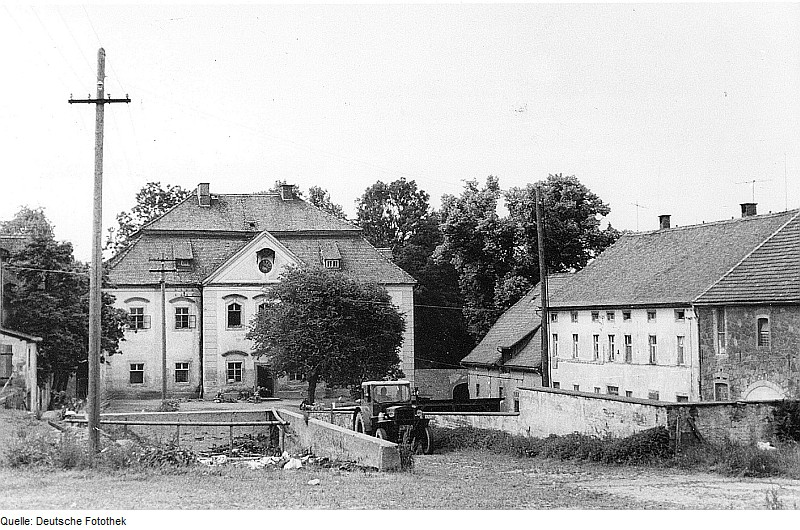
Gut Ober-Rennersdorf

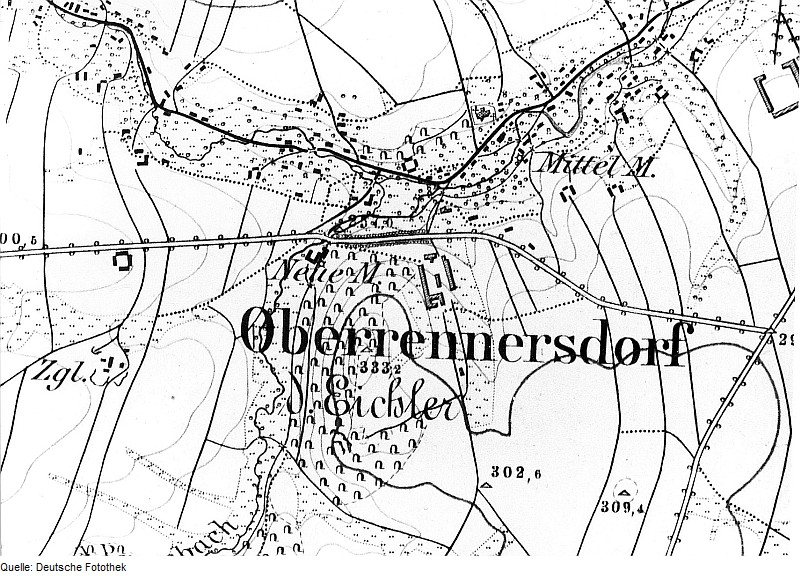
Ober-Rennersdorf. Meßtischblatt, Sekt. Löbau, 1884

Das Oberrennersdorfer Schloss ist ein Barockgebäude in Rennersdorf in der Oberlausitz an einer Anhöhe am Fuße des Eichlers.
Das sogenannte Herrenhaus ist ein stattlicher Barockbau mit flachem Mansarddach über dem Obergeschoss. Der dreifenstrige Mittelrisalit hat einen spitzen Giebel. Die Fenster sind gefällig geschweift, haben einen Schlussstein und sind überwölbt. An den Ecken des Gebäudes und am Mittelrisalit gequaderte Lisenen. Die Schauseite ist dem Hofe zugewandt. In der Mitte eine hübsche rechteckige Eingangstür mit in Rhombenform gestalteten Flügeln aus gespundeten Brettern. Im Erdgeschoss befindet sich die geräumige, auf zwei Pfeilern getragene, gewölbte Halle. Die Bauformen verweisen auf die Zeit um 1740.

## Geschichte
In dem nach seinem Begründer und Lokator Reinhers benannten Ort Reinherstorf lassen sich ab 1480 eine doppelte Besitzerreihe der Rittergüter von Ober- und Niederrennersdorf erkennen. Doch schon ein Jahrhundert früher, bis 1413 zeichnen sich einzelne Namen ab ohne eine klare Zuordnung treffen zu können, welchen Teil von Rennersdorf sie nun im Besitz hatten.
Aus der Familie von Radeberg ist ein Hans zu Reynersdorf im Jahre 1413 als gesessener benannt, der im Jahre 1422 an Ulrich von Heinrichsdorf (Reynersdorf) übergab und welcher im Jahre 1428 dem Bündnis des Adels im Görlitzer Weichbilde gegen die Hussiten beitrat und sich in Görlitz zur Verteidigung der Stadt einfand. Er gehörte zu der Familie von Gersdorf, deren Glieder sich häufig nur nach ihren Rittersitzen nannten. An dieser Stelle zeigt sich, was für ein weitverzweigtes Oberlausitzer Adelsgeschlecht derer von Gersdorf waren und wie sie sich in zahlreiche „Linien“ verzweigten.
Vom Jahr 1480 zeichnet sich eine doppelte Besitzerreihe durch Heinrich und Wilhelm von Heinersdorf auf Rennersdorf ab, wobei vermutlich Wilhelm Oberrennersdorf besessen hatte. Im Jahre 1491 kehrten beide Rittergüter zur Familie von Gersdorf zurück. Danach gelangte Oberrennersdorf durch Einheirat an die Familie von Metzradt und schließlich 1526 erneut in den Besitz der Familie von Gersdorf. 1580 erwarb Joachim von Klüx Oberrennersdorf. Nach seinem Tode erbte das Gut sein Sohn Bernhard von Klüx. Nach dessen Tode hatten es seine drei Söhne zunächst gemeinsam, nach 1630 ward nur noch ein Sohn, Joachim von Klüx, alleiniger Besitzer, welcher das Gut durch die Wirren des Dreißigjährigen Krieges führte und 1635 Niederberthelsdorf übernahm. 1651 ging Oberrennersdorf an Herrmann Hull. Nach bereits einem Jahr gelangte das Rittergut Oberrennersdorf 1652 erneut an die Familie von Gersdorf und diese verkauften es 1729 an Pastor Dr. Wolfgang Caspar Troppanneger. Nach dessen Tod verkaufte seine Witwe Friedericke Sophie, geborene Zittmann, Oberrennersdorf im Jahre 1732 an Wolf Rudolph von Ziegler und Klipphausen. Dieser verkaufte gegen den vergeblichen Einspruch der Landstände an das Kloster St. Marienthal. Das Kloster tauschte 1759 Oberrennersdorf mit Sophia Christiane von Heynitz, geborene von Damnitz, gegen Nieder-Leuba. 1765 erwarb Henriette Benigna Justina Freifrau von Wattewille, geborene Gräfin von Zinsendorf und Pottendorf, Oberrennersdorf. Sie verstarb 1789 und so ging das Gut an ihre Schwester Elisabeth Freifrau von Wattewille, welche 1807 verstarb. Ihr Witwer Friedrich Rudolph Freiherr von Wattewille wurde 1807 mit Oberrennersdorf belehnt. 1811 wurde Frl. Charlotte Sophie Gräfin von Einsiedel Besitzerin und veräußerte Oberrennersdorf 1844 mittels Traditionsvertrag an die Brüderunität.
Das Oberrennersdorfer Schloss und Gut wurde 1937 an die Wehrmacht verkauft und gegen Kriegsende zeitweise zur Unterbringung von über 1000 Häftlingen genutzt, von denen zwölf starben. An die elf auf dem Rennersdorfer Friedhof beigesetzten Opfer erinnert ein Gedenkstein aus dem Jahre 1950.
Nach 1945 blieb das Rittergut baulich ganzheitlich erhalten und wirkte nach der Bodenreform als Volksgut weiter. Bis ins Jahr 1962 war das Gut Oberrennersdorf eine Außenstelle des Landgestüts Moritzburg und diente der Aufzucht von Fohlen und kam dann zur örtlichen Genossenschaft bis zu deren Auflösung.
Das Schloss Oberrennersdorf befindet sich heute in Privatbesitz.